# 종교에 대하여

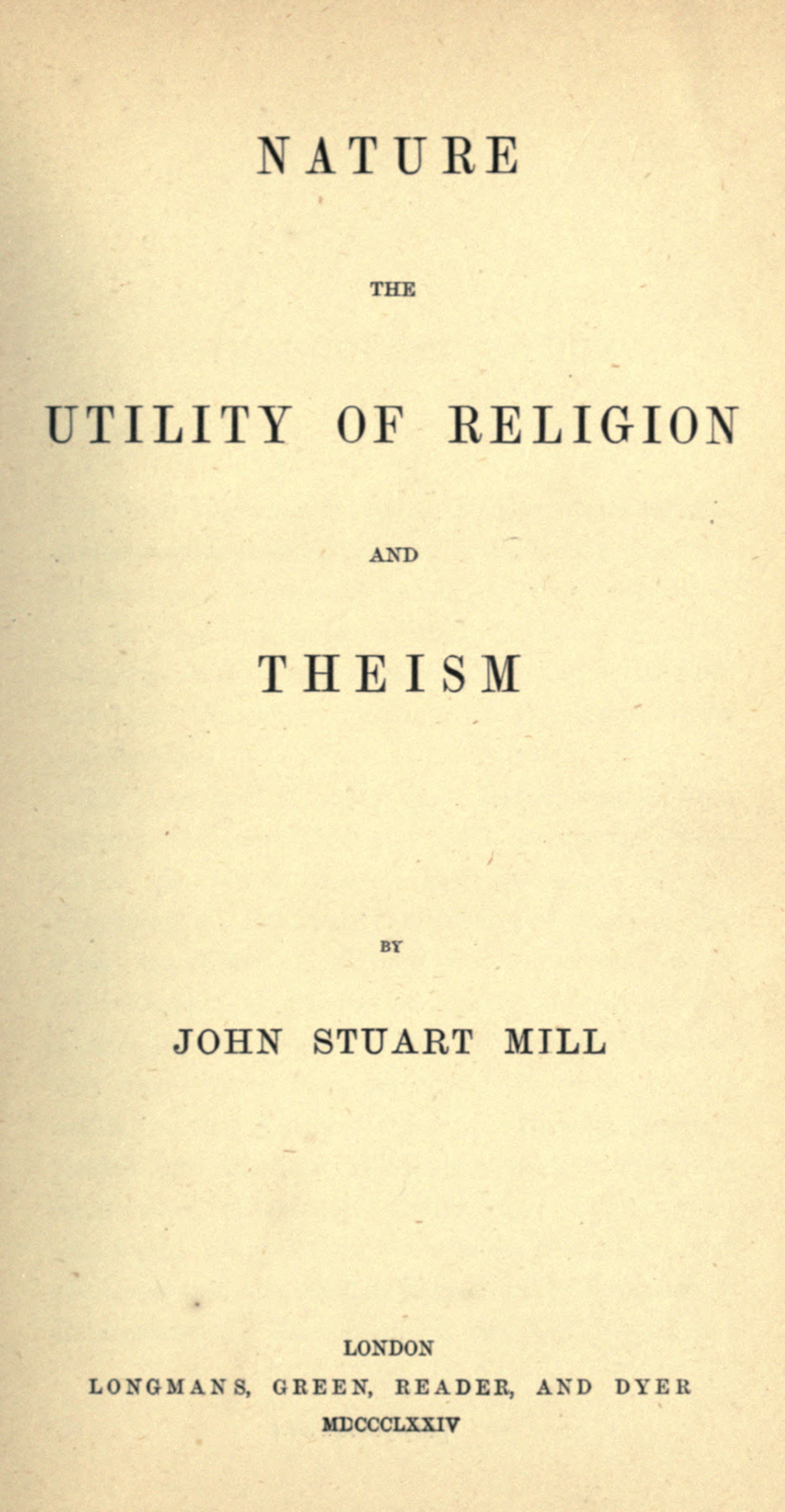

종교에 대하여 (Three Essays on Religion : Nature, the Utility of religion, and Theism )는 영국의 사상가 존 스튜어트 밀이 쓴 수필형식의 글로 그의 사후인 1874년에 그의 의붓 딸인 헬렌 테일러에 의해 출간되었다.

## 내용

### 자연
밀은 이 수필에서 하나의 행동의 도덕성은 그 행동이 자연적인가 아니면 비자연적인가에 따라 판단할 수 있다고 하였다.  또한 그는 자연의 두 가지의 개념으로 나뉘어, " 모든 시스템적인 것"과 "인간의 개입이 없는 것"이다.  밀은 두가지 모두 자연이 도덕적인 가르침의 원천으로 불가능하다고 보았다.

### 종교의 공리성
밀은 초자연적인 종교는 비-초자연적인 종교의 장점을  갖고 있으며, 그것은 생명이 사후에도 연속가능하다는 것으로 보았다.  하지만, 그는 어떤 사람들은 죽지 않기 위해 애쓰는 사람들을 이용한다고 보았다.

### 유신론
밀은 하나님의 존재에 대한 많은 논증을 경험에 기초하여 연구하였다.  그는 종교가 철처히 과학적 질문에 의해 답해야 한다고 보았다.  이런 접근 방법을 통해, 밀은 단일신론이 다신교보다 더 낳은데, 그렇다 하여, 단일신론이 다신교보다 더 정확한 것은 아니라고 주장했다.